# Étoile Sportive Saint-Michel Le Portel Côte d'Opale
L'Étoile Sportive Saint-Michel Le Portel Côte d'Opale, meglio noto come ESSM Le Portel, è una società cestistica avente sede a Le Portel, in Francia. Fondata nel 1931, gioca nel campionato francese.
Disputa le partite interne nella Salle Carpentier, che ha una capacità di 900 spettatori.

## Roster 2024-2025
Aggiornato all'11 dicembre 2024.
|    | Naz.                   | Ruolo | Sportivo                | Anno | Alt. | Peso |  |
| -- | ---------------------- | ----- | ----------------------- | ---- | ---- | ---- |  |
| 1  | Stati Uniti (bandiera) | P     | Deondre Burns           | 1997 | 191  | 86   |  |
| 2  | Francia (bandiera)     | G     | Christopher Ebunangombe | 2007 | 199  |      |  |
| 4  | Stati Uniti (bandiera) | GA    | DeAndre Gholston        | 2000 | 196  | 98   |  |
| 5  | Francia (bandiera)     | AP    | Lahaou Konaté           | 1991 | 196  | 80   |  |
| 6  | Francia (bandiera)     | P     | Gaetan Meyniel          | 2000 | 189  | 82   |  |
| 7  | Francia (bandiera)     | AG    | Digué Diawara           | 1998 | 207  | 95   |  |
| 10 | Francia (bandiera)     | GA    | Jess Esso Essis         | 2005 | 201  |      |  |
| 11 | Francia (bandiera)     | C     | Mathieu Boyer           | 1995 | 205  |      |  |
| 15 | Stati Uniti (bandiera) | G     | C.J. Kelly              | 1999 | 196  | 91   |  |
| 19 | Francia (bandiera)     | C     | Izan Le Meut            | 2004 | 217  |      |  |
| 23 | Francia (bandiera)     | AG    | Ivan Février            | 1999 | 204  | 98   |  |
| 24 | Stati Uniti (bandiera) | AC    | Jack Nunge              | 1999 | 213  | 111  |  |
| 66 | Lettonia (bandiera)    | P     | Kristers Zoriks         | 1998 | 193  | 86   |  |

### Staff tecnico
| Allenatore: | Éric Girard               |
| Assistente: | Karim Diop, Arnaud Ricoux |